# テネシー・ウイスキー
テネシー・ウイスキー（英: Tennessee whiskey、Tennessee whisky）とは、アメリカ合衆国の南部に位置するテネシー州で作られる、ウィスキー（蒸留酒）である。アメリカ合衆国において、同国の法律にしたがって生産されているウィスキーであるため、テネシー・ウイスキーはアメリカン・ウイスキーにも分類される。またテネシー・ウイスキーの製法はバーボンとしての要件も満たしているので、テネシー・ウイスキーはバーボン・ウィスキーにも分類される。

## 概要
テネシー・ウイスキーは、基本的にバーボンと材料や蒸留方法や熟成方法の違いは無い。すなわち、原料のうち51％以上はトウモロコシを使用し、蒸留後のニューポットのアルコール度数は80％以下に制限されており、きちんと樽を使った熟成も一定期間以上行わなければならないとされている。
だが、テネシー・ウイスキーであればバーボン・ウィスキーの要件を全て満たすのに対し、逆にバーボン・ウィスキーであってもテネシー・ウイスキーは成り立たない。その理由は、テネシー・ウイスキーと認められるのはテネシー州で生産されたウイスキーに限られるうえ、その工程においても蒸溜直後のニューポットをサトウカエデの木を原料に作った炭で濾過することが義務づけられているためである。
なおサトウカエデで作った木炭による濾過の工程は、一般的なウィスキーの製造工程には存在しておらず、よって、この工程の存在がテネシー・ウイスキーの特徴となっている。なお、この木炭に使用されるサトウカエデは、テネシー州産のものが用いられる。
したがって、バーボン・ウイスキーのうち、テネシー州で製造され、樽で熟成する前にテネシー州産サトウカエデの木炭を用いて濾過したものが、テネシー・ウイスキーであるという換言も可能である。ただし、後述の『ジャックダニエル』はバーボンとしての要件は十分満たしているが、製造者はバーボンではないとしている。
こうして作られたテネシー・ウイスキーは、そのままストレートで飲用される他、水割りにされたり、カクテルの材料にされたりと、様々な飲まれ方をされている。なお、ウィスキーを使用するカクテルは多数存在するものの、それらの中で使用されるウイスキーがテネシー・ウイスキーに限定されるカクテルとしては、テネシー・クーラーが知られている。

## 歴史
アメリカ独立戦争後、独立戦争で財政難に陥った政府は、ウイスキーへの課税を行い、これに反対するウィスキー税反乱（1791年から1794年）と呼ばれる暴動が起きた。暴動は軍によって鎮圧されたが、ペンシルバニア州などでウイスキー作りに携わっていたスコットランド、アイルランドからの移民農家は重税から逃れるために政府の支配が手薄だったケンタッキー州やテネシー州へ移住していった。
テネシー州では18世紀末からウイスキー造りが行われてきた。なお、ケンタッキー州ではWHISKEYと綴るが、テネシー州では長らくWHISKYと綴ってきた。ジョン・キングがデイヴィッドソン郡ナッシュビルに蒸留所を設立したのが初とされる。
テネシー州は肥沃な土地が広がり、コーンの栽培にも適していたため、ケンタッキー州ルイビル同様に、周辺の州に食品やウイスキーを供給する物流の中心地となった。
1861年に起きた南北戦争ではケンタッキー州、テネシー州は最前線となり多くの死者、負傷者を出した。医療品は不足し、消毒薬や気付け薬に利用されるウイスキーは大量に生産、消費され、南北戦争後はアメリカ北部の工業資本によって、ウイスキー生産の産業化が進められた。
19世紀末になると、オハイオ州、イリノイ州、ネブラスカ州は新たなトウモロコシの生産地となり、鉄道網の整備によって大量の穀物が安価に輸送できるようになったことで、大型の蒸留所が大量にウイスキーを製造するようになっていった。一例では、1885年のイリノイ州ピオリアには公式に認可された蒸溜所が86軒あったが、その中の数軒が1か月に生産したウイスキーの量だけでも、テネシー州全土の年間生産量よりも多かったのである。この当時、イリノイ州ピオリアは世界最大の蒸溜酒生産地となっていた。
1920年1月に禁酒法が施行されると、テネシー州内のすべての蒸溜所が操業を停止した。1938年にリンチバーグのジャックダニエル蒸溜所が再開。
1950年代に、ジャックダニエルのマーケティング部門は他ブランドとの差別化のためにチャコールメローイングの工程を「リンカーン工程」呼ぶようになった。
1997年以降、テネシー州では小規模のクラフトウイスキー蒸溜所が次々と設立されている。そういった中、テネシー州議会はテネシー・ウイスキーのアイデンティティーを守るため、2013年5月にテネシーウイスキーの定義を立法化した。

## テネシー・ウイスキーの定義
法律上はバーボン・ウイスキーに分類されていたが、テネシー州産のサトウカエデの木炭を使って濾過してから熟成させたバーボン・ウイスキーを商習慣上、テネシー・ウイスキーと区別していた。
2013年5月に「テネシー・ウイスキー」「テネシー・サワー・マッシュ・ウイスキー」を称して、販売目的でラベリング、広告等を行うウイスキーには以下の要件が求められることがテネシー州議会によって定められた。
- 蒸溜と貯蔵をすべてテネシー州内で行っていること。
- 蒸留原酒を貯蔵前にサトウカエデの木炭で濾過していること。
- サワー・マッシュ製法は必須ではないが、グレーンビル、蒸溜、オーク樽、最低熟成年数などの製造法は、連邦法で定められるバーボン・ウイスキーの条件に準拠していること。

## テネシー・ウイスキーの銘柄
- ジャックダニエル
- ジョージディッケル